# Felice Puttini
Felice Puttini (Sorengo, Ticino, 18 de setembre de 1967) va ser un ciclista suís, que fou professional entre el 1989 i el 2002. Del seu palmarès destaquen dos Campionats nacionals en ruta.

## Palmarès en ruta
- 1985
  - 1r al Tour al País de Vaud
- 1994
  -  Campió de Suïssa en ruta
  - Vencedor d'una etapa a la Volta a Portugal
- 1995
  -  Campió de Suïssa en ruta
- 1998
  - 1r al Giro del Mendrisiotto
  - 1r al Gran Premi de la Indústria i el Comerç de Prato
- 2000
  - 1r al Giro del Mendrisiotto

### Resultats al Giro d'Itàlia
- 1992. 54è de la classificació general
- 1994. 62è de la classificació general
- 1995. 50è de la classificació general
- 1996. Abandona (21a etapa)
- 1997. 27è de la classificació general
- 1998. 39è de la classificació general
- 1999. 24è de la classificació general

### Resultats a la Volta a Espanya
- 1989. 123è de la classificació general
- 1991. 79è de la classificació general

## Palmarès en pista
- 1994
  -  Campió de Suïssa en mig fons
- 1997
  -  Campió de Suïssa en mig fons
- 1998
  -  Campió de Suïssa en mig fons